# Massaker von Gospić
Das Massaker von Gospić wurde zwischen dem 16. und 18. Oktober 1991 in Gospić, einer Kleinstadt in der Lika in Kroatien, verübt. Zwischen 23 und 100 Zivilisten (meist Serben) wurden von Mitgliedern einer kroatischen Armee-Einheit ermordet.
Ein kroatisches Gericht führte später an, dass 50 Personen getötet worden seien, beinahe die Hälfte (24) waren ethnische Serben, obwohl Miroslav Bajramović zugab, für den Tod von 90 bis 100 Personen verantwortlich zu sein, beinahe alles Serben. Serbische Quellen sprechen von 150 verschwundenen Serben. Der Kommandeur der Einheit, Mirko Norac, wurde 2003, gemeinsam mit vier anderen, wegen seiner Verwicklung in das Massaker verurteilt.

## Hintergründe
Zur Zeit des Massakers lag die Frontlinie zwischen den kroatischen Regierungstruppen und den Kräften der Republik Serbische Krajina direkt um Gospić. Die Front bildete eine Ausstülpung gerade um Gospić, so dass die Stadt von drei Seiten eingeschlossen war. In der Kaserne der Stadt war eine Einheit der Jugoslawischen Volksarmee (JNA) stationiert, es kam zu einer Belagerung durch die kroatische Nationalgarde. Die Stadt stand unter heftigem Beschuss durch die Serben, die sie als Station auf dem Weg zur nur etwa 30 km entfernten Küste einnehmen wollten.
Gospić war eine hauptsächlich von Kroaten bewohnte Stadt mit einer großen serbischen Minderheit.
Viele Serben flohen während des Krieges, als das frühere Jugoslawien zerfiel. Die kroatische Regierung versuchte in Radio- und Fernsehsendungen, „loyale“ Serben zur Rückkehr zu bewegen.

## Ereignisse im Oktober 1991
Am 6. Oktober 1991 trafen sich Mitglieder der örtlichen kroatischen Streitkräfte auf Einladung von Tihomir Orešković. Die Teilnehmer kamen überein, eine Liste von Serben aufzustellen, die nach Gospić zurückgekehrt waren, vorgeblich um sicherzustellen, dass niemand der kroatischen Regierung feindlich gegenüberstand. Wie in einer darauf folgenden Gerichtsverhandlung wegen Kriegsverbrechen festgestellt wurde, benutzte man diese Liste primär dazu, führende Köpfe der Serben für einen systematischen Massenmord vorherzubestimmen. Es wurde vermutet, dass der Auslöser, diese Liste zu erstellen, in der Tötung von 30 Kroaten durch Serben in einer nahe gelegenen Gemeinde war, sowie die Zerstörung der römisch-katholischen Kirche von Gospić.
Das Massaker wurde von der Ersten Zagreber Spezialeinheit des kroatischen Innenministeriums (genannt „Herbstregen“) durchgeführt. Sie stand unter dem Befehl von Mirko Norac, dem Kommandeur der Kräfte des Innenministeriums in diesem Gebiet, und war letztendlich dem Innenminister Ivan Vekić gegenüber verantwortlich. Zwischen dem 16. und 18. Oktober trieb diese Einheit hauptsächlich Serben in Gospić, Karlobag, Pazarište and Lipova Glavica zusammen, holte sie aus den kommunalen Bunkern und lud sie auf Militärlaster. Sie wurden weggebracht und getötet, die Leichen später beseitigt.
Miroslav Bajramović, ein früheres Mitglied dieser Einheit, sagte aus:
„Unsere Gruppe exekutierte dort zwischen 90 und 100 Personen in weniger als einem Monat... Der Befehl für Gospić war: „ethnisch säubern“. Daher töteten wir die Direktoren des Postbüros und des Hospitals, Restaurantbesitzer und andere Serben. Die Tötungen wurden durch Erschießen aus kurzer Entfernung durchgeführt, da wir nicht viel Zeit hatten. Ich wiederhole, die Befehle von oben lauteten, den Prozentsatz an Serben in Gospić zu vermindern.“
Es wurde später von einem kroatischen Gericht festgestellt, dass Norac persönlich eine Frau während der Exekution von Zivilisten getötet habe und, zusammen mit Orešković, die Tötung von mindestens zehn Zivilisten in Pazarište befohlen habe.